# Amt Unterspreewald
Het Amt Unterspreewald (in het Nedersorbisch: Dolna Blota), met zetel in de stad Golßen, is een samenwerkingsverband tussen tien gemeenten in de Duitse deelstaat Brandenburg. Het ontstond op 1 januari 2013 door de fusie van het (oude) Amt Unterspreewald en het Amt Golßener Land. Het gebied ligt ongeveer zestig kilometer ten zuiden van Berlijn.

## Deelnemende gemeenten
uit het oude Amt Unterspreewald (1992-2012):
- Bersteland
- Krausnick-Groß Wasserburg (Kšušwica-Wódowy Grod)
- Rietzneuendorf-Staakow (Nowa Wjas psi rece-Stoki)
- Schlepzig (Slopišca)
- Schönwald (Bely Gózd)
- Unterspreewald (Dolna Blota)

uit het oude Amt Golßener Land:
- Drahnsdorf
- Golßen (Gólišyn)
- Kasel-Golzig
- Steinreich